# 春日神社 (鹿児島市)
春日神社（かすがじんじゃ）は鹿児島県鹿児島市春日町にあるJR鹿児島駅の北東約450mの市街地に鎮座する神社である。 春日大社系の神社。鹿児島五社の第四位の神社。

## 祭神
武甕槌命、経津主神、天児屋根命、比売神（ひめがみ）の春日四神を祀る。

## 沿革
鹿児島五社は島津氏の勧請によるものが多いが、ここは唯一発祥に島津氏と関係のない神社である。
天喜元年（1053年）、藤原純友の5代の孫を称する長谷場直純が鹿児島湾を望む丘陵地に東福寺城を築いた際、その鎮守神として藤原氏の氏神に当たる大和国の春日大社を勧請して創建された。因みに鎮座地は東福寺城の船着き場であったと言われる。
その後、長谷場氏は南北朝時代には南朝側に付いたために北朝側であった島津氏と争うことになり、康永2年（1343年）、島津貞久に依って東福寺城は陥落した。その後東福寺城は戦国時代まで使われたが江戸時代初期に廃城となり当神社だけが残った。
明治5年（1874年）郷社に列した。

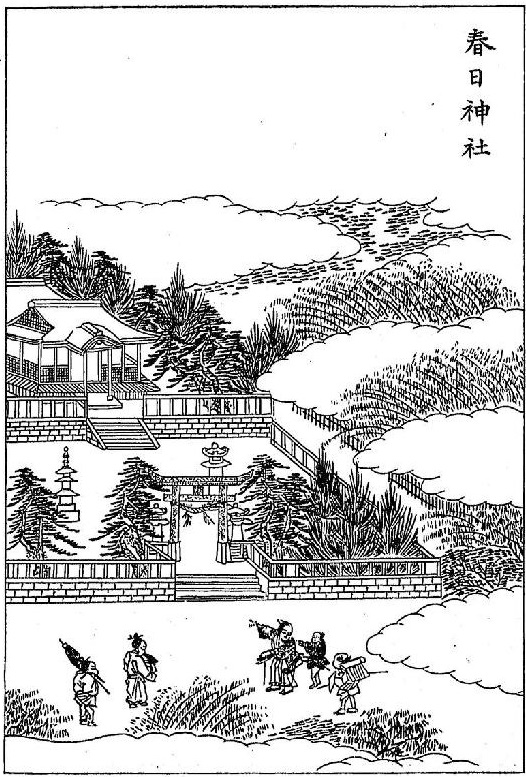
春日神社の江戸期の絵図（三国名勝図会第三巻より）